# Isabel de Borja y Cavanilles

Stemma della famiglia Borgia.

Isabel de Borja y Cavanilles (Xàtiva, 1390 circa – Xàtiva, 19 ottobre 1468) è stata una nobildonna spagnola, madre di Rodrigo de Borja, che sarebbe poi diventato papa Alessandro VI.

## Biografia
Era figlia di Domingo de Borja (1340-1428) e di sua moglie Francina Llançol (1360-1444); uno dei quattro figli della coppia comprendeva anche Alfonso de Borja y Cavanilles, che sarebbe poi divenuto papa Callisto III e due sorelle di nome Francisca e Catalina.

## Discendenza
Isabel sposò Jofré Llançol i Escrivà, dal quale ebbe cinque figli:
- Rodrigo de Borja, futuro papa Alessandro VI (1431-1503).[3]
- Pedro Luis de Llançol y Borja, che divenne marchese di Civitavecchia e duca di Spoleto (1432-1458).
- Joana de Llançol y Borja, sposata con Pedro Guillén Llançol, VIII signore di Villalonga.
- Tecla de Llançol y Borja (?-1462), sposata con Vidal de Vilanova, signore di Pego e Murla.
- Beatriu de Llançol y Borja, sposata con Ximen Pérez de Arenós, signore di Puebla de Arenoso.